# Gersau (gemeente)
Gersau is een gemeente en plaats in het Zwitserse kanton Schwyz, en maakt deel uit van het district Gersau.
Gersau telt 2.169 inwoners.
Van 1433 tot 1818 was Gersau een zelfstandige republiek.

## Geboren
- Oscar Camenzind (1971), wielrenner